# Laundry Service
Laundry Service là album phòng thu thứ năm của nghệ sĩ thu âm người Colombia Shakira, phát hành ngày 13 tháng 11 năm 2001 bởi Epic Records. Đây cũng là đĩa hát đầu tiên trong sự nghiệp của nữ ca sĩ được thu âm chủ yếu bằng tiếng Anh. Sau thành công ở khu vực Nam Mỹ với album thứ tư Dónde Están los Ladrones? (1998), Shakira được khuyến khích bởi ca sĩ người Mỹ Gloria Estefan trong việc thể hiện những bài hát tiếng Anh khi cô nhận thấy tiềm năng chéo sân của nữ ca sĩ sang thị trường nhạc pop tiếng Anh. Ban đầu, Shakira khá do dự trước lời đề nghị, nhưng sau đó quyết định học tiếng Anh để có thể tự viết lời cho những bản nhạc trong dự án. Tất cả bài hát trong album đều được viết lời và sản xuất bởi Shakira dưới sự hướng dẫn của Emilio Estefan, bên cạnh sự tham gia hỗ trợ sản xuất từ những nhà sản xuất quen thuộc trong những album trước của cô cũng như nhiều cộng tác viên mới. Năm 2002, một phiên bản tiếng Tây Ban Nha của nó cũng được phát hành với tên gọi Servicio de Lavandería.
Laundry Service là một bản thu âm pop rock đồng thời kết hợp nhiều phong cách âm nhạc khác nhau, như nhạc Andean, dance-pop, nhạc Trung Đông, rock and roll và tango, với nội dung lời bài hát chủ yếu đề cập đến tình yêu và sự lãng mạn. Sau khi phát hành, Laundry Service nhận được những ý kiến trái chiều từ các nhà phê bình âm nhạc, trong đó họ đánh giá cao sự đa dạng trong âm nhạc và tính độc đáo của nó, nhưng cũng vấp phải một số ý kiến cho rằng đĩa hát nghe quá chung chung. Laundry Service đứng đầu các bảng xếp hạng ở nhiều thị trường lớn như Úc, Áo, Canada và Thụy Sỹ, cũng như lọt vào top 10 ở hầu hết những quốc gia nó xuất hiện, bao gồm vươn đến top 5 ở Argentina, Pháp, Đức, Tây Ban Nha và Vương quốc Anh. Tại Hoa Kỳ, Laundry Service đạt vị trí thứ ba trên bảng xếp hạng Billboard 200, và được chứng nhận ba đĩa Bạch kim từ Hiệp hội Công nghiệp ghi âm Mỹ (RIAA). Tính đến nay, nó đã bán được hơn 13 triệu bản trên toàn thế giới, trở thành album bán chạy nhất trong sự nghiệp của Shakira.
Sáu đĩa đơn đã được phát hành từ Laundry Service. Đĩa đơn đầu tiên, "Whenever, Wherever", trở thành một bản hit quốc tế và đứng đầu các bảng xếp hạng ở hơn 29 quốc gia. "Underneath Your Clothes" được chọn làm tiếp theo và tiếp nối những thành công của đĩa đơn trước, đạt vị trí số một trên các bảng xếp hạng ở Úc, Áo, Ireland và Hà Lan. Đĩa đơn thứ ba, "Objection (Tango)" lọt vào top 10 ở nhiều thị trường lớn, trong khi những đĩa đơn tiếng Tây Ban Nha "Te Dejo Madrid" và "Que Me Quedes Tú" cũng gặt hái những hiệu ứng đáng kể ở những quốc gia Mỹ Latinh, trở thành hit ở Tây Ban Nha và trên các bảng xếp hạng nhạc Latinh ở Hoa Kỳ. Đĩa đơn cuối cùng, "The One" là một thành công tương đối về mặt thương mại trên toàn cầu. Để quảng bá cho Laundry Service, Shakira tiến hành thực hiện chuyến lưu diễn thế giới đầu tiên trong sự nghiệp của cô Tour of the Mongoose kéo dài trong hai năm, bao gồm 60 buổi diễn và đi qua nhiều thành phố ở Bắc Mỹ, châu Âu và Nam Mỹ.

## Danh sách bài hát
| Laundry Service – Bản tiêu chuẩn | Laundry Service – Bản tiêu chuẩn | Laundry Service – Bản tiêu chuẩn              | Laundry Service – Bản tiêu chuẩn            | Laundry Service – Bản tiêu chuẩn |
| STT                              | Nhan đề                          | Sáng tác                                      | Sản xuất                                    | Thời lượng                       |
| -------------------------------- | -------------------------------- | --------------------------------------------- | ------------------------------------------- | -------------------------------- |
| 1.                               | "Objection (Tango)"              | Shakira                                       | Shakira Lester Mendez [a]                   | 3:44                             |
| 2.                               | "Underneath Your Clothes"        | Shakira Mendez                                | Shakira Mendez [a]                          | 3:45                             |
| 3.                               | "Whenever, Wherever"             | Shakira Tim Mitchell Gloria Estefan           | Shakira Mitchell [a]                        | 3:16                             |
| 4.                               | "Rules"                          | Shakira Mendez                                | Shakira Mendez [a]                          | 3:40                             |
| 5.                               | "The One"                        | Shakira Glen Ballard                          | Shakira Mendez [a]                          | 3:43                             |
| 6.                               | "Ready for the Good Times"       | Shakira Mendez                                | Shakira Mendez [a]                          | 4:14                             |
| 7.                               | "Fool"                           | Shakira Brendan Buckley                       | Shakira Buckley [a] Mendez [a]              | 3:51                             |
| 8.                               | "Te Dejo Madrid"                 | Shakira Mitchell George Noriega               | Shakira Mendez [a] Mitchell [a] Noriega [a] | 3:07                             |
| 9.                               | "Poem to a Horse"                | Shakira Luis Fernando Ochoa                   | Shakira Ochoa [a]                           | 4:09                             |
| 10.                              | "Que Me Quedes Tú"               | Shakira Ochoa                                 | Shakira Ochoa [a]                           | 4:48                             |
| 11.                              | "Eyes Like Yours (Ojos Así)"     | Shakira Estefan [b] Javier Garza Pablo Flores | Shakira Garza Flores                        | 3:58                             |
| 12.                              | "Suerte (Whenever, Wherever)"    | Shakira Mitchell                              | Shakira Mitchell [a]                        | 3:16                             |
| 13.                              | "Te Aviso, Te Anuncio (Tango)"   | Shakira                                       | Shakira Mendez [a]                          | 3:43                             |
| Tổng thời lượng:                 | Tổng thời lượng:                 | Tổng thời lượng:                              | Tổng thời lượng:                            | 49:14                            |

| Servicio de Lavandería – Bản ở Mỹ Latinh và Tây Ban Nha | Servicio de Lavandería – Bản ở Mỹ Latinh và Tây Ban Nha | Servicio de Lavandería – Bản ở Mỹ Latinh và Tây Ban Nha |
| STT                                                     | Nhan đề                                                 | Thời lượng                                              |
| ------------------------------------------------------- | ------------------------------------------------------- | ------------------------------------------------------- |
| 1.                                                      | "Suerte"                                                | 3:16                                                    |
| 2.                                                      | "Underneath Your Clothes"                               | 3:45                                                    |
| 3.                                                      | "Te Aviso, Te Anuncio (Tango)"                          | 3:43                                                    |
| 4.                                                      | "Que Me Quedes Tú"                                      | 4:48                                                    |
| 5.                                                      | "Rules"                                                 | 3:40                                                    |
| 6.                                                      | "The One"                                               | 3:43                                                    |
| 7.                                                      | "Ready for the Good Times"                              | 4:14                                                    |
| 8.                                                      | "Fool"                                                  | 3:51                                                    |
| 9.                                                      | "Te Dejo Madrid"                                        | 3:07                                                    |
| 10.                                                     | "Poem to a Horse"                                       | 4:09                                                    |
| 11.                                                     | "Eyes Like Yours (Ojos Así)"                            | 3:58                                                    |
| 12.                                                     | "Whenever, Wherever"                                    | 3:16                                                    |
| 13.                                                     | "Objection (Tango)"                                     | 3:44                                                    |
| Tổng thời lượng:                                        | Tổng thời lượng:                                        | 49:14                                                   |

| Laundry Service – Track bổ sung ở Nhật Bản | Laundry Service – Track bổ sung ở Nhật Bản | Laundry Service – Track bổ sung ở Nhật Bản | Laundry Service – Track bổ sung ở Nhật Bản | Laundry Service – Track bổ sung ở Nhật Bản |
| STT                                        | Nhan đề                                    | Sáng tác                                   | Sản xuất                                   | Thời lượng                                 |
| ------------------------------------------ | ------------------------------------------ | ------------------------------------------ | ------------------------------------------ | ------------------------------------------ |
| 14.                                        | "Ojos Así"                                 | Shakira Garza Flores                       | Shakira Garza Flores                       | 3:57                                       |

| Laundry Service: Washed and Dried – Track bổ sung bản giới hạn | Laundry Service: Washed and Dried – Track bổ sung bản giới hạn | Laundry Service: Washed and Dried – Track bổ sung bản giới hạn | Laundry Service: Washed and Dried – Track bổ sung bản giới hạn |
| STT                                                            | Nhan đề                                                        | Sản xuất                                                       | Thời lượng                                                     |
| -------------------------------------------------------------- | -------------------------------------------------------------- | -------------------------------------------------------------- | -------------------------------------------------------------- |
| 14.                                                            | "Whenever, Wherever" (Sahara phối)                             | Tamer Zeltoun Arabic[c]                                        | 3:58                                                           |
| 15.                                                            | "Underneath Your Clothes" (bản acoustic)                       | Tim Mitchell                                                   | 3:57                                                           |
| 16.                                                            | "Objection (Tango)" (bản Afro-Punk)                            | Mitchell                                                       | 3:54                                                           |

| Laundry Service: Washed and Dried – DVD bản giới hạn | Laundry Service: Washed and Dried – DVD bản giới hạn                   | Laundry Service: Washed and Dried – DVD bản giới hạn |
| STT                                                  | Nhan đề                                                                | Thời lượng                                           |
| ---------------------------------------------------- | ---------------------------------------------------------------------- | ---------------------------------------------------- |
| 1.                                                   | "Objection (Tango)" (trực tiếp từ Giải Video âm nhạc của MTV năm 2002) | 4:02                                                 |
| 2.                                                   | "Quá trình thực hiện 'Objection (Tango)' của MTV"                      | 15:20                                                |
| 3.                                                   | "Objection (Tango)" (video ca nhạc)                                    | 4:32                                                 |

Chú thích
- ^[a]  nghĩa là đồng sản xuất
- ^[b]  nghĩa là người dịch bài hát sang tiếng Anh từ bản gốc tiếng Tây Ban Nha "Ojos Así"
- ^[c]  phối lại bởi Hani Kamai

## Xếp hạng
| Bảng xếp hạng (2001-02)                  | Vị trí cao nhất |
| ---------------------------------------- | --------------- |
| Argentina (CAPIF)                        | 3               |
| Album Úc (ARIA)                          | 1               |
| Album Áo (Ö3 Austria)                    | 1               |
| Album Bỉ (Ultratop Vlaanderen)           | 1               |
| Album Bỉ (Ultratop Wallonie)             | 5               |
| Album Canada (Billboard)                 | 1               |
| Album Đan Mạch (Hitlisten)               | 3               |
| Châu Âu (European Top 100 Albums)        | 1               |
| Album Hà Lan (Album Top 100)             | 1               |
| Album Phần Lan (Suomen virallinen lista) | 1               |
| Album Pháp (SNEP)                        | 5               |
| Đức (Offizielle Top 100)                 | 2               |
| Album Hy Lạp (IFPI)                      | 1               |
| Album Hungaria (MAHASZ)                  | 4               |
| Album Ireland (IRMA)                     | 1               |
| Album Ý (FIMI)                           | 2               |
| Album New Zealand (RMNZ)                 | 4               |
| Album Na Uy (VG-lista)                   | 1               |
| Bồ Đào Nha (AFP)                         | 1               |
| Album Scotland (OCC)                     | 1               |
| Tây Ban Nha (PROMUSICAE)                 | 2               |
| Album Thụy Điển (Sverigetopplistan)      | 1               |
| Album Thụy Sĩ (Schweizer Hitparade)      | 1               |
| Album Anh Quốc (OCC)                     | 2               |
| Album Hoa Kỳ Billboard 200               | 3               |

| Bảng xếp hạng (2000-09)      | Vị trí |
| ---------------------------- | ------ |
| Australian Albums (ARIA)     | 43     |
| Austrian Albums (Ö3 Austria) | 17     |
| Dutch Albums (MegaCharts)    | 21     |
| US Billboard 200             | 114    |

| Bảng xếp hạng (2001)                     | Vị trí |
| ---------------------------------------- | ------ |
| Argentina (CAPIF)                        | 8      |
| Worldwide (IFPI)                         | 31     |
| Bảng xếp hạng (2002)                     | Vị trí |
| Australian Albums (ARIA)                 | 2      |
| Austrian Albums (Ö3 Austria)             | 3      |
| Belgian Albums (Ultratop Flanders)       | 7      |
| Belgian Albums (Ultratop Wallonia)       | 12     |
| Danish Albums (Hitlisten)                | 11     |
| Dutch Albums (MegaCharts)                | 2      |
| Europe (European Top 100 Albums)         | 1      |
| Finnish Albums (Suomen virallinen lista) | 1      |
| French Albums (SNEP)                     | 16     |
| German Albums (Offizielle Top 100)       | 2      |
| Irish Albums (IRMA)                      | 6      |
| Italian Albums (FIMI)                    | 5      |
| New Zealand (Recorded Music NZ)          | 2      |
| Portuguese Albums (AFP)                  | 1      |
| Swedish Albums (Sverigetopplistan)       | 5      |
| Swiss Albums (Schweizer Hitparade)       | 1      |
| UK Albums (OCC)                          | 21     |
| US Billboard 200                         | 11     |
| Worldwide (IFPI)                         | 7      |
| Bảng xếp hạng (2003)                     | Vị trí |
| Australian Albums (ARIA)                 | 50     |
| Austrian Albums (Ö3 Austria)             | 47     |
| Belgian Albums (Ultratop Flanders)       | 60     |
| Belgian Albums (Ultratop Wallonia)       | 41     |
| Dutch Albums (MegaCharts)                | 32     |
| French Albums (SNEP)                     | 30     |
| German Albums (Offizielle Top 100)       | 47     |
| Hungarian Albums (MAHASZ)                | 28     |
| Portuguese Albums (AFP)                  | 33     |
| Swiss Albums (Schweizer Hitparade)       | 59     |

## Chứng nhận
| Quốc gia | Chứng nhận  | Số đơn vị/doanh số chứng nhận |
| --- | ----------- | ----------------------------- |
| Argentina (CAPIF) | 2× Bạch kim | 80.000^                       |
| Áo (IFPI Áo) | 2× Bạch kim | 80.000*                       |
| Bỉ (BEA) | Bạch kim    | 50.000*                       |
| Brasil (Pro-Música Brasil) | Bạch kim    | 125.000‡                      |
| Canada (Music Canada) | 5× Bạch kim | 500.000^                      |
| Chile | —           | 40.000                        |
| Colombia (ASINCOL) | 2× Bạch kim |                               |
| Đan Mạch (IFPI Đan Mạch) | Bạch kim    | 50.000^                       |
| Phần Lan (Musiikkituottajat) | 3× Bạch kim | 90,140                        |
| Pháp (SNEP) | 2× Bạch kim | 600.000*                      |
| Đức (BVMI) | 5× Vàng     | 1.250.000^                    |
| Hy Lạp (IFPI Hy Lạp) | Bạch kim    | 30.000^                       |
| Hungary (Mahasz) | Bạch kim    |                               |
| Nhật Bản | —           | 100.000                       |
| México (AMPROFON) | 2× Bạch kim | 494.000                       |
| Hà Lan (NVPI) | 2× Bạch kim | 160.000^                      |
| New Zealand (RMNZ) | 3× Bạch kim | 45.000^                       |
| Na Uy (IFPI) | Bạch kim    | 110.000                       |
| Ba Lan (ZPAV) | Bạch kim    | 70.000*                       |
| Bồ Đào Nha (AFP) | 4× Bạch kim | 160.000^                      |
| Nga (NFPF) | 5× Bạch kim | 100.000                       |
| Nam Phi (RISA) | Bạch kim    |                               |
| Hàn Quốc | —           | 9863                          |
| Tây Ban Nha (PROMUSICAE) | 5× Bạch kim | 500.000^                      |
| Thụy Điển (GLF) | 2× Bạch kim | 160.000^                      |
| Thụy Sĩ (IFPI) | 5× Bạch kim | 200.000^                      |
| Đài Loan (RIT) | Bạch kim    | 50.000                        |
| Anh Quốc (BPI) | 3× Bạch kim | 900.000‡                      |
| Hoa Kỳ (RIAA) | 4× Bạch kim | 4.000.000‡                    |
| Úc (ARIA) | 6× Bạch kim | 500.000                       |
| Uruguay (CUD) | Vàng        |                               |
| Venezuela (APFV) | 2× Bạch kim | 149.733                       |
| Tổng hợp |             |                               |
| Châu Âu (IFPI) | 4× Bạch kim | 4.000.000*                    |
| * Chứng nhận dựa theo doanh số tiêu thụ. ^ Chứng nhận dựa theo doanh số nhập hàng. ‡ Chứng nhận dựa theo doanh số tiêu thụ và phát trực tuyến. |             |                               |